# Ptychadena submascareniensis
Ptychadena submascareniensis är en groddjursart som först beskrevs av Jean Guibé och Lamotte 1953.  Ptychadena submascareniensis ingår i släktet Ptychadena och familjen Ptychadenidae. IUCN kategoriserar arten globalt som otillräckligt studerad. Inga underarter finns listade i Catalogue of Life.